# Canton de Lauterbourg
Le canton de Lauterbourg est une ancienne division administrative française située dans le département du Bas-Rhin, en région Grand Est.

## Composition
Le canton de Lauterbourg groupait 5 communes :
- Lauterbourg (chef-lieu) : 2 269 habitants ;
- Neewiller-près-Lauterbourg : 623 habitants ;
- Niederlauterbach : 863 habitants ;
- Salmbach : 517 habitants ;
- Scheibenhard : 675 habitants.

## Représentation

### Conseillers généraux de 1833 à 2015
| Période                          | Période          | Identité                       | Étiquette         | Qualité                                                                                        |
| -------------------------------- | ---------------- | ------------------------------ | ----------------- | ---------------------------------------------------------------------------------------------- |
| 1833                             | 1871             | Charles Lambert                |                   | Juge de paix, propriétaire, rentier à Lauterbourg                                              |
| 1871-1919 : Occupation allemande |                  |                                |                   |                                                                                                |
| 1919                             | 1928             | Jean Birckenstock              |                   | Retraité des P.T.T., Lauterbourg                                                               |
| 1928                             | 1940             | Charles Elsaesser              | PDP               | Notaire Député du Bas-Rhin (1932-1942)                                                         |
|                                  |                  |                                |                   |                                                                                                |
| 1945                             | 1951             | Charles Iffrig                 | UDRF puis RPF     | Cultivateur Maire de Lauterbourg (1945-1955)                                                   |
| 1951                             | 1964             | Charles Elsaesser              | MRP               | Ancien député (1932-1942) Vice-président du conseil général                                    |
| 1964                             | 1970             | Albert Muller                  | MRP puis CDP      |                                                                                                |
| 1970                             | 1971 (démission) | Georges Holderith              | DVD               | Enseignant et haut fonctionnaire, Lauterbourg                                                  |
| 1971                             | 1976             | Paul Kubler                    | UDR               | Ingénieur à Lauterbourg                                                                        |
| 1976                             | 1982             | Joseph Hemmerlé (1918-2005)    | RPR               | Maire de Lauterbourg (1955-1995)                                                               |
| 1982                             | 1994             | Joseph Fritz (1929-2022)       | UDF-CDS           | Chef d'entreprise Maire de Niederlauterbach (1971-1988)                                        |
| 1994                             | 2015             | Jean-Michel Fetsch (1953-2022) | DVD puis UMP app. | Cadre financier Maire de Lauterbourg (1995-2022) Vice-président du conseil général (1998-2015) |

### Conseillers d'arrondissement (de 1833 à 1871 et de 1919 à 1940)
| Période                                  | Période | Identité                              | Étiquette | Qualité |
| ---------------------------------------- | ------- | ------------------------------------- | --------- | --- |
| 1833                                     | 1848    | Charles Ambroise Savagner (1788-1872) |           | Notaire à Lauterbourg                                                                                       |
|                                          |         |                                       |           | |
| av.1934                                  | 1940    | Joseph Kreutzberger (1877-1943)       |           | Propriétaire cultivateur, maire de Niederlauterbach                                                         |
| 1940                                     |         |                                       |           | Les conseils d'arrondissement ont été suspendus par la loi du 12 octobre 1940 et n'ont jamais été réactivés |
| Les données manquantes sont à compléter. |         |                                       |           | |